# Купсола (Медведевський район)
Купсо́ла (рос. Купсола, марій. Купсола) — присілок у складі Медведевського району Марій Ел, Росія. Входить до складу Шойбулацьке сільського поселення.

## Населення
Населення — 254 особи (2010; 155 у 2002).
Національний склад (станом на 2002 рік):
- лучні марійці — 75 %